# Гигантская мурена
Гигантская мурена, или яванский гимноторакс (лат. Gymnothorax javanicus), — вид лучепёрых рыб из семейства муреновых (Muraenidae). Является крупнейшим и наиболее агрессивным представителем семейства.

## Распространение
Гигантская мурена распространена во всей тропической зоне Индо-Тихоокеанского региона: в Красном море и у берегов Восточной Африки, у Маркизских островов и у атолла Оэно (группа Питкэрн), на севере у архипелага Рюкю и у Гавайских островов, на юге до Новой Каледонии и островов Тубуаи.

## Описание
Молодые особи этого вида имеют жёлто-коричневую окраску с многочисленными мелкими чёрными пятнами. Маскировочная окраска взрослых особей гигантской мурены напоминает окрас леопарда. Голова, верхняя часть тела и плавники окрашены в жёлто-коричневый цвет с многочисленными мелкими чёрными пятнами различных размеров. Брюшная же часть остается без рисунка.
Тело сжато с боков и покрыто слоем слизи, которая обеспечивает животному безопасное и легкое скольжение и проникновение в небольшие пещеры и прочие укрытия, а также защищает от механических повреждений и паразитов.
Спинной плавник простирается буквально по всему телу, давая мурене возможность развивать очень высокую скорость, не теряя при этом маневренность.
Отличительной особенностью этого вида являются относительно широкие челюсти. Огромный рот усеян острыми клыковидными зубами, которые расположены на двух парах челюстей — вторая пара расположена глубоко в глотке, но способна выдвигаться, чтобы схватить добычу и протащить её в пищевод.

### Размер
Как и предполагает её название, гигантская мурена крупнейший по весу представитель семейства муреновых и второй по длине после Strophidon sathete (до 4 м). Достигает 3 м и массы до 30 кг.

## Образ жизни
Гигантская мурена ведет одиночный образ жизни, активна главным образом ночью. Питается любой рыбой, головоногими моллюсками или крупными ракообразными, которых может поймать. Глубже 50 метров этот вид мурен не встречается. Иногда гигантская мурена охотится днём, кооперируясь с морским окунем Plectropomus pessuliferus: окунь помогает мурене найти спрятавшуюся рыбу, а мурена время от времени отдаёт пойманную добычу окуню.
Этот вид предпочитает чистые лагуны и склоны рифов обращённых в сторону моря. Часто встречается вдоль глубоких обрывов и склонов, как и все муреновые, ведёт придонный образ жизни. Молодые особи более скрытные и обитают в приливной зоне плоских коралловых рифов.
Из-за своей позиции в верхней части пищевой цепочки кораллового рифа, есть сообщения о наличии у этой мурены сигуатоксина.

### Взаимоотношения с другими хищниками
Гигантские мурены находятся на вершине пищевой пирамиды, и считается, что у них нет серьёзных природных врагов. Напротив, взрослые гигантские мурены часто нападают на рифовых акул. В одном из таких инцидентов мурена сильно (возможно, даже смертельно) ранила молодую особь. Также был зафиксирован по крайней мере один случай успешного нападения на тигровую акулу. Также известны случаи неспровоцированных нападений на дайверов-аквалангистов.

### Жизненный цикл
Продолжительность жизни гигантской мурены составляет около 36 лет.

## Охранный статус
На сегодняшний день численности гигантских мурен ничего не угрожает, так как этот вид не представляет интереса для рыболовов из-за своего яда.